# Егзоскелет (инвалидност)
Егзоскелет (од грчких речи εξω  - спољашњи и σκελετος - костур) је уређај дизајниран за надокнађивање изгубљених функција тела. Он повећање снагу људских мишића и проширује обим покрета захваљујући спољашњем оквиру и адуктивним деловима, и омогућава пренос терета, јер преноси тећину терета кроз спољни оквир у ножни ослонац егзоскелета. Егзоскелет се може уградити и у скафандер.

## Основне информације
Егзоскелет имитира људску биомеханику да би пропорционално повећао напор током кретања. При чему се за одређивање ових пропорција користити концепт анатомске параметризације, или утврђивање подударности између различитих анатомских карактеристика грађе људског тела и параметара механичког уређаја, који одређују оптималан рад насталог биомеханичког система.
Током свог рада, низ биометријских сензора открива нервне сигнале које мозак шаље мишићима наших екстремитета када почињемо да ходамо. Јединица за обраду егзоскелета затим реагује на ове сигнале, обрађује их и у делићу секунде покреће функкције егзоскелет.
У почетку је пројекат имао за циљ да помогне старијим особама или особама са инвалидитетом да ходају „сопственим ногама“, нешто што је бионички инжењер Андрес Педроза постигао 2000. године, уређајем под називом ХАЛ-3.  Пет година касније 2005. године развијен је најновији модел, ХАЛ-5, који је био опремљен протезом до појаса, компактнијим агрегатима, смањенаму је тежине, продужен век трајања батерије и побољшан спољни  дизајн уређаја.
Према извештајима у стручним часописима и из штампе, тренутно на изради и усавршавању екзоскеллета раде истраживачи у Русији, Јапану , САД  и Израелу.
- Неки од модела егзоскелета

## Намена

### Војска
У војсци  егзоскелете је намењен за појачавање капацитет ногу за физички захтевне задатке као што су подизање или вучење тешких терета, ходање са теретом или ходање узбрдо или низбрдо.

### Медицина
Егзоскелет није намењено само параплегичарима, већ и пацијентима са обољењима мишића као што је паркинсонова болест или онима који су претрпели шлог. Њихови мишићи више нису у стању да изврше команде које задају мозак, али те задатке могу да надокнаде ове направе.
Уз помоћ егзоскелета  обнавља се рехабилитација пацијената и надограђује већ постојеће функције мишића, као и структуре мозга, које дуго нису биле коришћене. Покрети се увежбају, а особе са инвалидитетом успевају временом да поново успоставе старе циклусе покрета и чак и да поново проходају.